# Супер-Бэтмен с планеты Икс!
«Супер-Бэтмен с планеты Икс!» (англ. The Super-Batman of Planet X!) — девятый эпизод второго сезона американского мультсериала «Бэтмен: Отважный и смелый».

## Сюжет
Бэтмен и Зелёная Стрела преследуют космических пиратов. В ходе перестрелки образовавшийся взрыв открывает портал, который засасывает Бэтмена. Он попадает на планету Зур-Эн-Арр. Почти сразу Бэтмен натыкается на преступника, и когда бросает в него бэторанг, то попадает в стену, которая тут же разваливается. Бэтмен считает планету ужасной: много преступников и плохие строения. К нему на помощь приходит местный герой, Бэтмен с Зур-Эн-Арра. Затем последнему сообщают о том, что его злейший враг Ротул разбушевался. Они вместе отправляются остановить его. Герои сражаются с роботами злодея, а когда репортёр Вилси Вайлар чуть не оказывается под падающими камнями, наш Бэтмен спасает её, обнаруживая суперспособности. Он с лёгкостью добивает роботов и арестовывает преступника.
Бэтмен с Зур-Эн-Арра приводит нового друга в свою пещеру и знакомит с роботом-дворецким Альфа-Редом, который вырастил его. Они проводят тесты суперспособностей, а затем Бэтмен с Зур-Эн-Арра идёт на работу в своём альтер эго журналиста. Тем временем наш Бэтмен борется со злом этой планеты. Зелёная Стрела в тот момент воюет с пиратами в одиночку. В тюрьме Ротул понимает, как остановить нового Бэтмена, и сбегает из заключения. Встретившись в пещере, Бэтмены беседуют. Наш герой подбадривает местного Бэтмена, понимая, что тот испытывает ревность. Они узнают о побеге Ротула, и Бэтмен летит к нему. Он предлагает злодею сдаться, но тот активирует кварц, который ослабляет Бэтмена, как криптонит — Супермена. К герою приходит на помощь Бэтмен с Зур-Эн-Арра. Он обрызгивает Бэтмена полимерным компаундом, который лишает его суперсил и побочного эффекта следовательно. Ротул хватает Вилси, и Бэтмены спасают её, справляясь со злодеем. Из портала является Зелёная Стрела и обнаруживает свои способности. Бэтмен с Зур-Эн-Арра также обрызгивает его, и земляне покидают планету.

## Роли озвучивали
- Дидрих Бадер — Бэтмен
- Кевин Конрой — Бэтмен с Зур-Эн-Арра
- Клэнси Браун — Ротул
- Дана Дилейни — Вилси Вайлар
- Джеймс Арнольд Тэйлор — Зелёная Стрела / Альфа-Ред

## Отзывы
Дэн Филлипс из IGN поставил эпизоду оценку 9,6 из 10 и написал, что эпизод является данью уважения к мультсериалу «Супермен», а также к комиксам о Бэтмене серебряного века, в частности к выпуску Batman #113. Рецензент отметил, что «знакомство Бэтмена со странной местностью и его красочным двойником вызвали много смеха». Критик также подметил тот факт, что «Бэтмен исполнял роль Кал-Эла в классическом любовном треугольнике Супермена, Кларка и Лоис». В конце Филлипс написал, что «как и „Козни Музыкального мастера!“, „Супер-Бэтмен с планеты Икс!“ считается фантастическим эпизодом, столь же успешным, сколь и смехотворным и амбициозным».
Зрители тоже тепло приняли эпизод; Screen Rant поставил его на 8 место в топе лучших эпизодов мультсериала по версии IMDb.